# NGC 2767
NGC 2767 је спирална галаксија у сазвежђу Велики медвед која се налази на NGC листи објеката дубоког неба.
Деклинација објекта је + 50° 24' 7" а ректасцензија 9h 10m 11,8s. Привидна величина (магнитуда) објекта NGC 2767 износи 13,8 а фотографска магнитуда 14,6. NGC 2767 је још познат и под ознакама UGC 4813, MCG 8-17-46, CGCG 264-75, NPM1G +50.0134, PGC 25852.